# Onderwijsniveau
In de Vlaamse kwalificatiestructuur worden alle erkende kwalificaties systematisch verzameld en geordend in onderwijsniveaus. Dat gebeurt op basis van een raamwerk, het Vlaamse kwalificatieraamwerk. Dit raamwerk is opgebouwd uit 8 niveaus. Beroepskwalificaties en onderwijskwalificaties zijn mogelijk op elk van de acht niveaus van het kwalificatieraamwerk. Onderwijskwalificaties die zich situeren op de niveaus 1 tot en met 5 bestaan uit eindtermen, specifieke eindtermen of erkende beroepskwalificaties.

## De Vlaamse onderwijskwalificaties
1. primair of lager onderwijs
2. 1e graad secundair onderwijs of 2e graad specialiserend secundair onderwijs
3. 2e graad niet-specialiserend secundair onderwijs of 3e graad specialiserend secundair onderwijs (BSO)
4. secundair onderwijs (ASO, TSO of KSO) of het 7de specialisatiejaar (BSO)
5. hoger onderwijs, niveau Associate Degree (Graduaat)
6. hoger onderwijs, niveau Bachelor
7. hoger onderwijs, niveau Master
8. hoger onderwijs, niveau Doctor

In een bacheloropleiding zijn er twee verschillen. De academische bacheloropleidingen zijn de reguliere en wetenschappelijk georiënteerde bacheloropleidingen aan de universiteiten en, in associatie met een universiteit, aan de hogescholen in Vlaanderen. De student krijgt er een brede academische basisopleiding, met als bedoeling zich voor te bereiden op de te vervolgen en aansluitende academische masteropleiding. De professionele bachelor is een volledig afgeronde beroepsgerichte opleiding met als bedoeling uit te stromen naar de arbeidsmarkt. Wel kan men nog één jaar (60 studiepunten) een bachelor na bachelor volgen voor een bijkomende vorming of specialisatie. De professionele bacheloropleidingen worden aangeboden door hogescholen.